# Карпенко Микола Григорович

Пам'ятник Миколі Карпенку на Алеї Героїв у Старому парку (парку Слави) Тернополя

Карпе́нко Мико́ла Григо́рович (20 квітня 1914, село Червоний Яр нині Софіївський район, Дніпропетровська область — 14 липня 1944, поблизу села Барвиця, Зборівський район, Тернопільська область) — радянський військовик, командир танка 106-ї танкової бригади, потім 53-й гвардійської танкової бригади. Разом з екіпажем знищив 11 танків, 2 самохідні гармати, 3 бронетранспортери.

## Життєпис
Українець. Член ВКП(б) з 1939. Освіта неповна середня. У Червоній Армії з 1941 року.
У боях Радянсько-німецької війни з 1942 року. За два дні боїв 21-22 липня 1942 року екіпаж танка, яким командував лейтенант Карпенко, підбив 4 танки, 2 самохідні гармати і знищив до 60 солдатів противника.
Закінчив прискорений шестимісячний курс у Сталінградському танковому училищі в 1944 році. Командир танка 53-й гвардійської танкової бригади (6-й гвардійський танковий корпус, 3-а гвардійська танкова армія, 1-й Український фронт), відзначився 14-15 квітня 1944 року в боях біля села Великий Ходачків (Козівський район Тернопільська область). Його екіпаж, відбиваючи атаки противника, знищив 7 танків, 3 БТР і багато живої сили ворога.
Загинув 14 липня 1944 під час прориву оборони в районі села Барвиця Зборівського району. Похований на військовому кладовищі в Старому парку Тернополя.
Його син Анатолій став відомим тернопільським будівельником.

## Вшанування пам'яті
У Старому парку йому встановлено погруддя (1984, скульптор Василь Садовник).
Ім'ям героя названа вулиця в Тернополі на масиві «Дружба».

## Відзнаки
- Герой Радянського Союзу, присвоєно 24 травня 1944 (посмертно),
- орден Леніна,
- орден Вітчизняної війни I ст.,
- орден Червоної Зірки.